# 개금초등학교
개금초등학교(開琴初等學校)는 대한민국 부산광역시 부산진구에 있는 공립 초등학교이다.

## 학교 연혁
- 1967년 4월 24일: 설립 인가
- 1967년 9월9일: 개교

## 참고 자료
- 개금초등학교 - 한국교육학술정보원 학교알리미